# 堂野浩久
堂野 浩久（どうの ひろひさ、1984年6月20日 - ）は、名古屋テレビ放送（メ〜テレ）のアナウンサー。神奈川県出身。

## 来歴
川崎市立久地小学校、法政大学第二中・高等学校を経て、法政大学卒業。
中学・高校時代はバレーボール部に所属していた。
2007年4月、名古屋テレビ放送に入社。同期は竹田基起・鈴木しおり。スポーツ中継ではJリーグ（名古屋グランパス・FC岐阜）、Fリーグ（名古屋オーシャンズ）・フィギュアスケート・高校野球を中心に活動している。
2012年には「オーシャンアリーナカップ2012決勝　名古屋オーシャンズvsシュライカー大阪」でANNアナウンサー賞スポーツ実況部門優秀賞を受賞。高校野球以外の実況でこの部門賞を獲得したのは史上初となる。

## 人物・エピソード
- 身長182cm。
- 趣味・特技：バレーボール、登山、ヨガ、筋トレ、料理[3]。
- 2児の娘がいる[4]。
- CBCテレビの若狭敬一アナウンサーとは、同じジムに通っていたことがある[5]。

## 現在の担当番組
- ドデスカ+（レポーター）
- ドデスカ! （土曜日）（レポーター）
- メ〜テレNEWS

## 過去の担当番組
- デルサタ、デルサタ11
- スポケン!（アシスタント、ナレーション）
- WAYAYAあはっ!（コーナー進行）
- UP!（「食魂團」リポーター）
- 名古屋行き最終列車（警官 役）